# Phanerogonocarpus
Phanerogonocarpus es un género con dos especies de plantas de flores perteneciente a la familia Monimiaceae. 

## Especies seleccionadas
- Phanerogonocarpus capuronii
- Phanerogonocarpus perrieri